# Rivula bioculatis
Rivula bioculatis är en fjärilsart som beskrevs av Moore 1877. Rivula bioculatis ingår i släktet Rivula och familjen nattflyn. Inga underarter finns listade.